# 第19回ロサンゼルス映画批評家協会賞
第19回ロサンゼルス映画批評家協会賞は、ロサンゼルス映画批評家協会によって1993年の映画に贈られた映画賞である。1993年12月11日に行われた。

## 受賞
- 主演男優賞:
  - アンソニー・ホプキンス - 『日の名残り』、『永遠の愛に生きて』

- 主演女優賞:
  - ホリー・ハンター - 『ピアノ・レッスン』

- 撮影賞:
  - スチュアート・ドライバーグ - 『ピアノ・レッスン』
  - ヤヌス・カミンスキー - 『シンドラーのリスト』

- 監督賞:
  - ジェーン・カンピオン - 『ピアノ・レッスン』

- ドキュメンタリー賞:
  - 『オーソン・ウェルズ/イッツ・オール・トゥルー』

- 作品賞:
  - 『シンドラーのリスト』

- 外国映画賞:
  - 『さらば、わが愛/覇王別姫』 ( 中国/ イギリス領香港)

- アニメ映画賞:
  - 『大いなる河の流れ』

- 音楽賞:
  - ズビグニエフ・プレイスネル - 『秘密の花園』、『オリヴィエ オリヴィエ』、『トリコロール/青の愛』

- 美術賞:
  - アラン・スタルスキ - 『シンドラーのリスト』

- 脚本賞:
  - 『ピアノ・レッスン』 - ジェーン・カンピオン

- 助演男優賞:
  - トミー・リー・ジョーンズ - 『逃亡者』

- 助演女優賞:
  - アンナ・パキン - 『ピアノ・レッスン』
  - ロージー・ペレス - 『フィアレス』

- 生涯功労賞:
  - ジョン・アルトン

- ニュー・ジェネレーション賞:
  - レオナルド・ディカプリオ - 『ボーイズ・ライフ』、『ギルバート・グレイプ』